# Завтрак ценой в 50 000 фунтов
«Завтрак ценой в 50 000 фунтов» (англ. The £50,000 Breakfast) — девятнадцатая серия пятого сезона культового британского телесериала «Мстители» с Патриком Макни и Дайаной Ригг в главных ролях.

## Сюжет
Чревовещатель Дасти Родс попадает в больницу в результате автокатастрофы. В его желудке находят бриллианты стоимостью 50.000 фунтов. Джон Стид и Эмма Пил берутся за расследование и вскоре след выводит их на мошенников, занимающихся реализацией драгоценностей.

## В ролях
| Актёр               | Роль              |
| ------------------- | ----------------- |
| Патрик Макни        | Джон Стид         |
| Дайана Ригг         | Эмма Пил          |
| Сесил Паркер        | Главер            |
| Иоланда Тернер      | мисс Пиграм       |
| Дэвид Лэнгтон       | сэр Джеймс Эрнелл |
| Полин Делани        | миссис Родс       |
| Аннек Уиллс         | Джуди Чэннери     |
| Кардью Робинсон     | священник         |
| Эрик Вуф            | первый ассистент  |
| Филипп Монне        | второй ассистент  |
| Ричард Карнок       | Дасти Родс        |
| Джон Лоримор        | секьюрити         |
| Ричард Оуэнс        | механик           |
| Майкл Ротуэлл       | курьер фирмы      |
| Йол Маринелли       | Хуанита Жерезина  |
| Кристофер Гриторекс | первый врач       |
| Найджел Ламберт     | второй врач       |

## Интересные факты
- Эпизод является римейком эпизода 2 сезона "Смерть немецкого дога".
- В 1968 году немецкая кинокомпания смонтировала эпизоды "Убийства в поселке" и данный в полнометражный фильм под названием "Emma Peel: Meine tollsten Abenteuer mit John Steed" (Эмма Пил: Мое самое большое приключение с Джоном Стидом). Премьера: 13 сентября 1968 года[2]. Фильм шел только в немецких кинотеатрах.

## Производство
Съемка серии началась 26 июня 1967 года и была закончена 18 июля того же года. Была спродюсирована Альбертом Феннелом и Брайаном Клеменсом и исполнительным продюсером Джулианом Уинтлом, в производство была спроектирована Робертом Джонсом.
29 июня 1967 года проходили съемки с Дианой Ригг и актёром Аланом Такером, но ничего из этого материала не попало в эпизод.

## Эфир
- Серия впервые транслировалась в Великобритании в Grampian Television регионе в среду 11 октября 1967 года[5].
- В воскресенье 4 февраля 1996 года сокращенная версия серии транслировалась на российском телеканале "ТВ6 Москва"[6][7]. Показ не включал рекламные вставки.

## Русский закадровый перевод на киностудии "Фильмэкспорт"
- Андрей Колпаков — перевод на русский язык
- Ирина Морозова — режиссер
- Татьяна Борисова — звукооператор
- Татьяна Карасёва — инженер звукозаписи

Роли озвучивали:
- Марина Левтова — Эмма Пил
- Дмитрий Матвеев — Джон Стид, титры и надписи
- Наталья Гурзо — мисс Пиграм, Родс и Джуди
- Александр Рыжков — священник, секьюрити, второй ассистент и доктор Джим
- Юрий Саранцев — Главер и Дасти
- Игорь Тарадайкин — доктор, курьер фирмы, Эрналл, первый ассистент и механик